# Alpinia sessiliflora
Alpinia sessiliflora är en enhjärtbladig växtart som beskrevs av Siro Kitamura. Alpinia sessiliflora ingår i släktet Alpinia och familjen Zingiberaceae. Inga underarter finns listade i Catalogue of Life.